# 톈산망
톈산망(天山网;)은 신장의 유일한 공식 뉴스 웹사이트다. 해당 웹사이트는 신장 위구르 자치구 정부와 인민일보 온라인에 의해 2001년 12월 18일에 세워졌다. 톈산망은 중국어, 러시아어, 위구르어, 영어, 카자흐어 버전을 포함한다. 2006년 7월 톈산망 영어 버전이 시작했다. 2007년 8월 BBC Learning English는 톈산망과의 파트너십을 발표했다. 2009년 7월 톈산망 카자흐어 버전이 시작했다.